# Roberto Boscaglia
Roberto Rocco Boscaglia (* 24. Mai 1968 in Gela) ist ein italienischer Fußballtrainer. Er war fast sechs Jahre Trainer von Trapani Calcio.

## Karriere
Roberto Boscaglia, geboren 1968 in Gela auf Sizilien, war nie ernsthaft als Fußballspieler aktiv. Dafür übernahm er im Sommer 2004 das Traineramt beim Sechstligisten Akragas Calcio und stand dort zwei Jahre lang an der Seitenlinie. 2006 unterschrieb Boscaglia dann einen Kontrakt beim ebenfalls aus Sizilien stammenden Klub USD Alcamo, wo er ein Jahr lang als Coach agierte. Mit Alcamo erreichte Boscaglia den ersten Platz in der Eccelenza Sizilien und den damit verbundenen Aufstieg in die Serie D, der Verein ging jedoch direkt danach bankrott und musste zwangsabsteigen. Aufgrund dessen verließ Roberto Boscaglia Alcamo nach nur einem Jahr wieder und schloss sich dem FC Nissa an. Hier konnte Boscaglia das mit Alcamo erreichte wiederholen und sicherte sich erneut den ersten Platz in der Eccelenza Sizilien, was den Aufstieg in die Serie D zur Folge hatte. Und auch in der fünften Liga zeigte Boscaglias Team durchaus ansprechende Leistungen und rangierte nach dem Ende aller Spieltag auf einem überraschend guten dritten Rang und scheiterte erst in Playoff-Spielen am Aufstieg in die Lega Pro Seconda Divisione.
Im Sommer 2009 erhielt Roberto Boscaglia ein Angebot von Trapani Calcio, seines Zeichens in der gleichen Liga unterwegs wie Nissa. Gleich in seiner ersten Saison in Trapani schaffte Boscaglia mit dem bisher noch nie in den oberen Gefilden des italienischen Fußballs aufgefallenen Verein den Aufstieg in die Lega Pro Seconda Divisione, nachdem man zwar in den Playoff-Spielen um den Aufstieg gegen den AS Avellino 1912 unterlegen war, aufgrund des Konkurses einer ganzen Reihe von Viertligavereinen jedoch trotzdem aufsteigen konnte. Ein Jahr später gelang Trapani Calcio dann sogar der direkte Durchmarsch von der fünften in die dritte Liga. Man beendete die Lega Pro Seconda Divisione 2010/11 auf dem zweiten Platz hinter der US Latina und kletterte in die Lega Pro Prima Divisione. Und auch dort verkaufte sich Roberto Boscaglias Mannschaft sehr gut, auf Platz zwei gelegen trennten den Neuling nur zwei Zähler zum direkten Aufsteiger Spezia Calcio. In den nun folgenden Spielen um den Aufstieg unterlag Trapani im Finale mit 1:1 und 1:3 gegen Virtus Lanciano und verpasste somit den dritten Aufstieg hintereinander. Dieser folgte dann aber schon im Jahr darauf, als man in der Girone A der Lega Pro Prima Divisione den ersten Platz, überraschend vor Erstligazwangsabsteiger US Lecce, belegte und direkt in die Serie B aufstieg. Damit konnte Roberto Boscaglia bei seiner Arbeit in Trapani in vier Jahren drei Aufstiege verzeichnen. In der Premierensaison in der Serie B führte Boscaglia Trapani Calcio auf den vierzehnten Platz und schaffte deutlich den Klassenerhalt. Im Folgejahr stellte sich nach gutem Start zur Mitte der Saison aber eine erhebliche Krise ein, in deren Folge Roberto Boscaglia am 10. März 2015 nach dem Abrutschen auf einen Relegationsplatz gegen den Abstieg entlassen wurde. Seine Nachfolge trat Serse Cosmi an.
Zur Saison 2015/16 übernahm Boscaglia das Traineramt beim Zweitligisten Brescia Calcio. Unter Boscaglia wurde Brescia Elfter der Serie B, woraufhin sich die Wege von Verein und Trainer nach Saisonende wieder trennten. Boscaglia übernahm daraufhin in Nachfolge von Marco Baroni das Traineramt beim ebenfalls in der Serie B spielenden Novara Calcio. Nach der Saison 2016/17, die Novara als Neunter abschloss trennten sich auch dort die Wege.
Boscaglia wurde im Anschluss und zu Beginn der Saison 2017/18 wieder Trainer bei Brescia Calcio, wurde jedoch schon im Oktober 2017 durch Pasquale Marino ersetzt. Nachdem auch unter diesem der Erfolg ausblieb kehrte Boscaglia im Januar 2018 auf Brescias Trainerposten zurück. Im April 2018 trennte sich Brescia Calcio erneut von Boscaglia.

## Erfolge
- Lega Pro Prima Divisione: 1×

2012/13 mit Trapani Calcio
- Eccellenza Sizilien: 2×

2006/07 mit USD Alcamo
2007/08 mit dem FC Nissa
- Coppa Italia Eccellenza Sizilien: 2×

2005/06 mit Akragas Calcio
2006/07 mit USD Alcamo
- Trainer des Jahres in der Lega Pro Seconda Divisione: 1×

2010/11 als Coach von Trapani Calcio